# Wiener Neustadt (ostrov)
Ostrov Wiener Neustadt (rusky Остров Винер-Нёйштадт) je arktický ostrov v souostroví Země Františka Josefa v Severním ledovém oceánu. Nachází se na východě centrální části souostroví zvané Zichyho země. Jeho rozloha je 237 km² a nejvyšší bod dosahuje výšky 620 m n. m. Většinu ostrova pokrývá ledovcový příkrov. Na západě ho od Salisburyho a Zieglerova ostrova odděluje úzký Collinsonův průliv. Na severovýchodním cípu ostrova se nachází kolonie alkounů malých. Pojmenován byl rakousko-uherskou severopolární expedicí podle rakouského Vídeňského Nového Města.